# کروپتکین، کراسنودار
شهر کروپتکین، کراسنودار (به روسی: Кропоткин) در کشور روسیه و در کرای کراسنودار واقع شده‌است.